# Statistiche e record dell'Ascoli Calcio 1898 FC
L'Ascoli vanta la 38ª tradizione sportiva in Italia.

## Statistiche di squadra

### Partecipazione ai campionati
| Livello | Categoria                 | Partecipazioni | Debutto   | Ultima stagione | Totale |
| ------- | ------------------------- | -------------- | --------- | --------------- | ------ |
| 1º      | Serie A                   | 16             | 1974-1975 | 2006-2007       | 16     |
| 2º      | Serie B                   | 27             | 1972-1973 | 2023-2024       | 27     |
| 3º      | Seconda Divisione         | 1              | 1927-1928 | 1927-1928       | 35     |
| 3º      | Campionato Meridionale    | 1              | 1928-1929 | 1928-1929       | 35     |
| 3º      | Prima Divisione           | 3              | 1930-1931 | 1932-1933       | 35     |
| 3º      | Serie C                   | 21             | 1938-1939 | 1971-1972       | 35     |
| 3º      | Serie C1                  | 7              | 1995-1996 | 2001-2002       | 35     |
| 3º      | Lega Pro Prima Divisione  | 1              | 2013-2014 | 2013-2014       | 35     |
| 3º      | Lega Pro                  | 1              | 2014-2015 | 2014-2015       | 35     |
| 4º      | Seconda Divisione         | 1              | 1929-1930 | 1929-1930       | 10     |
| 4º      | Promozione                | 4              | 1948-1949 | 1951-1952       | 10     |
| 4º      | IV Serie                  | 3              | 1952-1953 | 1954-1955       | 10     |
| 4º      | Campionato Interregionale | 2              | 1957-1958 | 1958-1959       | 10     |

In 85 stagioni sportive disputate a livello nazionale, compresi 4 tornei di terzo livello e 1 di quarto livello organizzati dal Direttorio Meridionale. Sono escluse la stagione 1926-1927 e le stagioni tra il 1933 e il 1938 e fra il 1955 e il 1957, in cui l'Ascoli partecipò a campionati organizzati dal Comitato Regionale Marchigiano.

## Statistiche individuali

### Lista dei capitani
| Calciatore           | Ruolo | Stagioni al club      | Stagioni da capitano      | Presenze | Reti |
| -------------------- | ----- | --------------------- | ------------------------- | -------- | ---- |
| …                    |       |                       |                           |          |      |
| Carlo Mazzone        | C     | 1960-1969             | 1961-1969 (8)             | 221      | 11   |
| Paolo Pierbattista   | D     | 1966-1970             | 1969-1970 (1)             | ?        | 8    |
| Mario Vivani         | C     | 1967-1977             | 1970-1973 (3)             | 233      | 3    |
| Renato Campanini     | A     | 1969-1975             | 1973-1975 (2)             | 184      | 74   |
| Steno Gola           | C     | 1970-1976             | 1975-1976 (1)             | 195      | 16   |
| Mario Colautti       | D     | 1972-1977             | 1976-1977 (1)             | 99       | 14   |
| Adelio Moro          | C     | 1976-1981             | 1977-1981 (4)             | 153      | 30   |
| Walter De Vecchi     | C     | 1981-1984             | 1981-1984 (3)             | 84       | 11   |
| Dirceu               | C     | 1984-1985             | 1984-1985 (1)             | 27       | 5    |
| Alberto Marchetti    | C     | 1984-1987             | 1985-1986 (1)             | 74       | 1    |
| Liam Brady           | C     | 1986-1987             | 1986-1987 (1)             | 17       | 0    |
| Giuseppe Iachini     | C     | 1981-1982 e 1983-1987 | 1987 (1)                  | 85       | 9    |
| Flavio Destro        | D     | 1985-1990             | 1987-1988 e 1989-1990 (2) | 142      | 2    |
| Bruno Giordano       | A     | 1988-1989 e 1990-1992 | 1988-1989 e 1990-1992 (3) | 63       | 13   |
| Fabrizio Lorieri     | P     | 1989-1993             | 1992-1993 (1)             | 141      | -177 |
| Francesco Zanoncelli | D     | 1992-1995             | 1993-1995 (2)             | 101      | 10   |
| Walter Mirabelli     | A     | 1994-1996             | 1995-1996 (1)             | 54       | 22   |
| Paolo Sacchetti      | C     | 1996-1997             | 1996-1997 (1)             | 31       | 1    |
| Andrea Sussi         | D     | 1996-1998             | 1997-1998 (1)             | 53       | 1    |
| Mario Massimo Caruso | C     | 1997-1999             | 1998-1999 (1)             | 58       | 10   |
| Antonio Aloisi       | D     | 1986-1992 e 1998-2001 | 1999-2001 (2)             | 194      | 7    |
| Gaetano Fontana      | C     | 2000-2003             | 2001-2003 (3)             | 104      | 34   |
| Fabio Di Venanzio    | C     | 2001-2004             | 2003-2004 (1)             | 92       | 6    |
| Domenico Cristiano   | C     | 2003-2006             | 2004-2006 (2)             | 77       | 4    |
| Michele Fini         | C     | 2004-2007             | 2006-2007 (1)             | 109      | 6    |
| Massimo Taibi        | P     | 2007-2009             | 2007-2009 (2)             | 47       | -50  |
| Daniele Di Donato    | C     | 2007-2013             | 2009-2013 (5)             | 207      | 3    |
| Manolo Pestrin       | C     | 2013-2014             | 2013-2014 (1)             | 19       | 0    |
| Davide Colomba       | C     | 2012-2014             | 2014 (1)                  | 31       | 1    |
| Emanuele Berrettoni  | A     | 2014-2016             | 2014-2015 (1)             | 32       | 6    |
| Luca Antonini        | D     | 2015-2016             | 2015-2016(1)              | 14       | 1    |
| Luigi Giorgi         | C     | 2007-2011 e 2015-2017 | 2016-2017 (1)             | 140      | 11   |
| Andrea Mengoni       | D     | 2014-2018             | 2017-2018 (1)             | 99       | 3    |
| Emanuele Padella     | D     | 2017-2019             | 2018-2019 (1)             | 52       | 1    |
| Matteo Ardemagni     | A     | 2018-2020             | 2019-2020 (1)             | 36       | 11   |
| Riccardo Brosco      | D     | 2018-2021             | 2020-2021 (2)             | 93       | 7    |
| Federico Dionisi     | A     | 2021-                 | 2021- (1)                 | 18       | 6    |

### Record di presenze
| Campionato - 275 Luigi Giambruno (1935-1945, 1946-1952) - 263 Mario Vivani (1967-1977) - 250 Augusto Pavoni (1942-1943, 1945-1957) - 236 Eugenio Perico (1973-1981) - 232 Domenico Oddi (1953-1963) - 230 Giuliano Castoldi (1970-1980) - 228 Adelmo Capelli (1961-1969) - 219 Carlo Mazzone (1960-1969) - 214 Francesco Scorsa (1974-1983) - 207 Daniele Di Donato (2007-2013) | Coppa Italia - 35 Eugenio Perico (1973-1981) - 31 Flavio Destro (1985-1990) - 30 Antonio Dell'Oglio (1983-1988) - 27 Giuseppe Greco (1981-1984, 1985, 1986-1988) - 25 Donato Anzivino (1975-1984) 25 Paolo Benetti (1987-1995) 25 Giuseppe Carillo (1984-1990) - 24 Domenico Agostino (1982-1989) - 22 Francesco Scorsa (1974-1983) - 21 Roberto Corti (1983-1988) 21 Paolo Giovannelli (1987-1990) |

| Serie A - 144 Francesco Scorsa (1974-1976, 1978-1983) - 138 Eugenio Perico (1974-1976, 1978-1981) - 135 Donato Anzivino (1975-1976, 1978-1984) - 134 Angiolino Gasparini (1978-1983) - 119 Antonio Dell'Oglio (1983-1985, 1986-1989) - 114 Enrico Nicolini (1981-1985) - 112 Flavio Destro (1986-1990) - 108 Simone Boldini (1979-1983) - 107 Giuseppe Greco (1981-1984, 1986-1988) - 99 Paolo Benetti (1987-1990, 1991-1992) 99 Giuseppe Carillo (1984-1985, 1986-1990) | Serie B - 207 Daniele Di Donato (2007-2013) - 172 Enrico Guarna (2002-2005, 2008-2013,2022) - 141 Andrea Soncin (2007-2009, 2011-2013) - 140 Luigi Giorgi (2007-2011, 2015-2017) - 129 Vittorio Micolucci (2007-2011) - 121 Bright Addae (2015-2019) - 119 Giancarlo Cavaliere (1990-1991, 1992-1995) 119 Ivan Lanni (2015-2020) - 115 Gaetano Legnaro (1972-1974, 1976-1978) - 112 Vasco Faísca (2010-2013) |

### Record di marcature
| Campionato - 74 Renato Campanini (1969-1975) - 51 Domenico Mercuri (1955-1959) - 48 Oliver Bierhoff (1991-1995) 48 Andrea Soncin (2007-2009, 2011-2013) - 45 Augusto Pavoni (1942-1943, 1945-1957) - 41 Umberto Nardi (1939-1941, 1942-1943, 1945-1949) 41 Pastore (195?-1959) - 38 Walter Casagrande (1987-1991) - 35 Guidetti (19??-19??) - 34 Giuliano Bertarelli (1970-1973) 34 Luigi Traini (1956-1960) | Coppa Italia - 9 Giuseppe Greco (1981-1984, 1985, 1986-1988) - 5 Borislav Cvetković (1988-1991) 5 Juary (1983-1984) - 4 Bruno Giordano (1988-1989, 1990-1992) 4 Maurizio Iorio (1979-1980) 4 Gianluca Scamacca (2019-2020) 4 Andrea Soncin (2007-2009, 2011-2013) 4 Aleksandar Trifunović (1983-1987) - 3 Domenico Agostini (1982-1989) 3 Mustafa Arslanović (1988-1991) 3 Giacomo Beretta (2011-2012, 2018-2020) 3 Mario Bonfiglio (2001-2003) 3 Flavio Destro (1985-1990) 3 Andrea Favilli (2016-2018) 3 Stefano Guberti (2006-2009) 3 Arturo Lupoli (2009-2011) 3 Adelio Moro (1976-1981) |

| Serie A - 16 Walter Casagrande (1987-1990) 16 Giuseppe Greco (1981-1984, 1986-1988) - 13 Borislav Cvetković (1988-1990) - 12 Bruno Giordano (1988-1989, 1991-1992) 12 Adelio Moro (1978-1981) 12 Walter Novellino (1982-1984) 12 Alessandro Scanziani (1979-1981) - 11 Gianfranco Bellotto (1978-1981) 11 Saša Bjelanović (2005-2007) 11 Walter De Vecchi (1981-1984) 11 Paolo Giovannelli (1987-1990) 11 Fortunato Torrisi (1979-1982) | Serie B - 46 Oliver Bierhoff (1991-1995) - 42 Andrea Soncin (2007-2009, 2011-2013) - 31 Marco Bernacci (2007-2008, 2009-2010) - 29 Daniele Cacia (2015-2017) - 25 Renato Campanini (1972-1974) - 24 Mirco Antenucci (2009-2010) - 22 Walter Casagrande (1990-1991) - 20 Cristian Bucchi (2004-2005, 2008-2009) - 18 Adelio Moro (1976-1978) 18 Simone Zaza (2012-2013) |

Dati aggiornati al 10 maggio 2021.